# 7170 Livesey
7170 Livesey (1987 MK) là một tiểu hành tinh vành đai chính được phát hiện ngày 30 tháng 6 năm 1987 bởi R. H. McNaught ở Siding Spring.